# Leonard Covington
Leonard Covington (ur. 30 października 1768, zm. 14 listopada 1813) – żołnierz, polityk i rolnik amerykański.
W latach 1805–1807 przez jedną dwuletnią kadencję Kongresu Stanów Zjednoczonych był przedstawicielem drugiego okręgu wyborczego w stanie Maryland w Izbie Reprezentantów Stanów Zjednoczonych.
Brał udział w wojnie brytyjsko-amerykańskiej. Został mianowany generałem brygadierem 1 sierpnia 1813 roku. Podczas bitwy pod farmą Cryslera 11 listopada 1813 roku został ciężko ranny i trzy dni później, 14 listopada 1813, zmarł na skutek odniesionych obrażeń.
Od jego nazwiska pochodzi między innymi nazwa hrabstwa Covington w stanie Missisipi oraz nazwy kilku miejscowości w Stanach Zjednoczonych.